# 伊藤智恵理
伊藤 智恵理 (いとう ちえり、1971年4月1日 - ) は、日本の女優、歌手、タレント。本名は、渡壁 智恵理。旧姓は、芸名と同じ。
東京都出身。明治大学付属中野高等学校卒業。オフィスジュニアに所属していた。

## 来歴・人物
- 身長：163cm。B78.W58.H80（デビュー当時プロフィール）。A型。趣味は耳かき収集、映画鑑賞、食べ歩き、料理研究、アニメ・漫画。
- 智恵理という名前は、桜の季節の4月生まれであることから「Cherry」に因んで名づけられた[3]。『徹子の部屋』出演時に名付け親は祖父であると語っている。
- 幼少期より歌うことが大好きで、当時から将来は歌手になりたいと思い、山口百恵やピンク・レディーの歌まねも披露していたことがあった[4]。
- 父親の知人の紹介で、オフィスジュニアに所属し芸能界入り[5]。歌手デビューに向けて、松田トシの下でレッスンを受けていたこともあったが[4]、デビューはテレビドラマで[4]、1987年2月15日放送のテレビドラマ『あぶない刑事』第20話「奪還」のゲスト出演でデビュー[5]。後日談として、歌手だけを目指していた自分にとって、デビューがドラマだったことに納得がいかなかったと話していたことがある[4]。
- 1986年に行われたテレビドラマ『キスより簡単』の一般公募オーディション（主演の国生さゆりが演じる”泉まあこ”の妹・”りいこ”役）に合格[5]、1987年5月放送開始の『キスより簡単』にレギュラー出演した。同ドラマの挿入歌「パラダイス・ウォーカー」でアイドル歌手としてデビューした。キャッチフレーズは、「チエリ・ブロッサム」[4]。デビューの同期は、BaBe、酒井法子、立花理佐、小沢なつきなどがいた。その後、TBS系ドラマ『母さんと呼びたい』の主題歌になった「トキメキがいたくて」、「雨に消えたあいつ」、ハウスフルーツインゼリーのCMソングに使用された「夢かもしれない」「キッスでささやいて」、中原めいこのカバー「ココナッツの片想い」などのシングルをリリースした。1990年発売の「天気になれ」が伊藤智恵理時代の最後の曲となった。
- またテレビタレントとして、『志村けんのだいじょうぶだぁ』、『加トちゃんケンちゃんごきげんテレビ』などのコント番組へのレギュラー出演、『オールナイトフジ』『ミックスパイください』などバラエティー番組の司会・アシスタント、そしてCM出演などの活動を行った。
- 1996年に芸名を“Chieri”とし、THE RHYTHM KINGSのボーカルとして、またソロとしても歌手活動を再開した。ソロとしては、自身も出演したフジテレビ・フラワーセンターのCMソング「TSUBASA」、柴田まゆみのカバー「白いページの中に」をはじめ、シングル5曲とフルアルバム『SKY SONGS』を発表した。しかし、2000年に母の死をきっかけに一旦活動を休止した[5]。
- 活動再開後、M'sエンタープライズに移籍した。芸名を伊藤 智惠理に改め、この時期は主に女優・タレント活動を中心に行う。2001年には自らサイトを立ち上げインターネット上でも活動した。2006年に同社を離れた後、Spinに移籍した。2007年にはデビュー20周年記念ライブを開催した。
- 2015年3月、一般男性（横浜でイタリア産のワインやチーズ、生ハムなどを輸入・販売する商社兼ショップ『イル・カーリチェ』と飲食店を経営）と結婚した[5]。
- 2015年9月26日、第6回国民的美魔女コンテストで応募総数1600名の中から18人のファイナリストに選出され、渡壁 智恵理名義でTEAM美魔女のメンバーとして活動した[6]。
- 2020年時点で、レストランを経営する夫の店を手伝いつつ専業主婦をしている[7]。

## ディスコグラフィー

### シングル
| 発売日               | レーベル         | 規格品番   | 面                     | タイトル                                         | 作詞       | 作曲       | 編曲     | オリコン最高位 | オリコン最高位 | 備考                                   |
| -------------------- | ---------------- | ---------- | ---------------------- | ------------------------------------------------ | ---------- | ---------- | -------- | -------------- | -------------- | -------------------------------------- |
| 伊藤智恵理名義       |                  |            |                        |                                                  |            |            |          |                |                |                                        |
| 1987年6月11日        | CBS・ソニー      | 07SH-1941  | A                      | パラダイス・ウォーカー                           | 戸沢暢美   | 佐藤健     | 鷺巣詩郎 | 23位           | 4万5千枚       | テレビドラマ『キスより簡単』挿入歌     |
| 1987年6月11日        | CBS・ソニー      | 07SH-1941  | B                      | Diner                                            | 戸沢暢美   | 井上玲乙奈 | 鷺巣詩郎 | 23位           | 4万5千枚       |                                        |
| 1987年8月8日         | CBS・ソニー      | 07SH-1965  | A                      | トキメキがいたくて                               | 戸沢暢美   | 岸正之     | 中村哲   | 25位           | 3万5千枚       | テレビドラマ『母さんと呼びたい』主題歌 |
| 1987年8月8日         | CBS・ソニー      | 07SH-1965  | B                      | フレンドシップ                                   | 戸沢暢美   | 川上明彦   | 鷺巣詩郎 | 25位           | 3万5千枚       |                                        |
| 1987年11月6日        | CBS・ソニー      | 07SH-1999  | A                      | 雨に消えたあいつ                                 | 戸沢暢美   | 岸正之     | 新川博   | 22位           | 2万枚          |                                        |
| 1987年11月6日        | CBS・ソニー      | 07SH-1999  | B                      | 大切な気持ち                                     | 戸沢暢美   | 川上明彦   | 大谷和夫 | 22位           | 2万枚          |                                        |
| 1988年3月5日         | CBS・ソニー      | 07SH-3017  | A                      | 夢かもしれない                                   | 野原橙     | 川上明彦   | 鷺巣詩郎 | 48位           | 1万枚          | 『ハウス フルーツインゼリー』CMソング  |
| 1988年3月5日         | CBS・ソニー      | 07SH-3017  | B                      | 二人のリーズン                                   | 野原橙     | 岸正之     | 鷺巣詩郎 | 48位           | 1万枚          |                                        |
| 1988年7月21日        | CBS・ソニー      | 07SH-3086  | A                      | ココナッツの片想い                               | 中原めいこ | 中原めいこ | 鷺巣詩郎 | 59位           | 9千枚          |                                        |
| 1988年7月21日        | CBS・ソニー      | 07SH-3086  | B                      | ルージュ                                         | 戸沢暢美   | 川上明彦   | 大谷和夫 | 59位           | 9千枚          |                                        |
| 1989年3月21日        | CBS・ソニー      | 10EH-3261  | A                      | キッスでささやいて…                              | 森雪之丞   | 野田晴稔   | 丸山恵市 | 73位           | 5千枚          | 『ハウス フルーツインゼリー』CMソング  |
| 1989年3月21日        | CBS・ソニー      | 10EH-3261  | B                      | ロシアン・アフタヌーン                           | 森雪之丞   | 神林早人   | 丸山恵市 | 73位           | 5千枚          |                                        |
| 1990年4月21日        | CBS・ソニー      | CSDL-3082  | 1                      | 天気になれ                                       | 只野菜摘   | 西脇辰弥   | 丸山恵市 | 133位          |                |                                        |
| 1990年4月21日        | CBS・ソニー      | CSDL-3082  | 2                      | Step Your Life                                   | 只野菜摘   | 風祭東     | 丸山恵市 | 133位          |                |                                        |
| Chieri名義           |                  |            |                        |                                                  |            |            |          |                |                |                                        |
| 1996年10月23日       | PIONEER LDC      |            | 1                      | Do You Love Me?                                  |            |            |          |                |                |                                        |
| 1997年3月22日        | PIONEER LDC      | 1          | 流星                   |                                                  |            |            |          |                |                |                                        |
| 1998年1月28日        | PIONEER LDC      | 1          | TSUBASA                |                                                  |            |            |          |                |                |                                        |
| 1999年1月21日        | UNIVERSAL VICTOR | MVCH-12008 | 1                      | CLOVER                                           |            |            |          |                |                |                                        |
| 1999年1月21日        | UNIVERSAL VICTOR | MVCH-12008 | 2                      | 好きな人が出来たら・・・                         |            |            |          |                |                |                                        |
| 1999年1月21日        | UNIVERSAL VICTOR | MVCH-12008 | 3                      | CLOVER (Grasslands ver.)                         |            |            |          |                |                |                                        |
| 1999年1月21日        | UNIVERSAL VICTOR | MVCH-12008 | 4                      | CLOVER (Vocal-less ver.)                         |            |            |          |                |                |                                        |
| 1999年8月18日        | UNIVERSAL VICTOR | MVCH-12011 | 1                      | 白いページの中に                                 |            |            |          |                |                |                                        |
| 1999年8月18日        | UNIVERSAL VICTOR | MVCH-12011 | 2                      | あなたから吹く風                                 |            |            |          |                |                |                                        |
| 1999年8月18日        | UNIVERSAL VICTOR | MVCH-12011 | 3                      | サヨナラの時間                                   |            |            |          |                |                |                                        |
| 1999年8月18日        | UNIVERSAL VICTOR | MVCH-12011 | 4                      | 白いページの中に (Vocal-less ver.)               |            |            |          |                |                |                                        |
| THE RHYTHM KINGS名義 |                  |            |                        |                                                  |            |            |          |                |                |                                        |
| 1996年6月26日        | PIONEER LDC      |            | 1                      | 素敵な夜しよう〜ア・ナイト・イン・ニューヨーク〜 |            |            |          |                |                |                                        |
| 1997年1月29日        | PIONEER LDC      | 1          | 調子にのっておりました |                                                  |            |            |          |                |                |                                        |

### アルバム
| 発売日         | 名義             | レーベル                       | 規格 | 規格品番  | アルバム                                      | 備考                                      |
| -------------- | ---------------- | ------------------------------ | ---- | --------- | --------------------------------------------- | ----------------------------------------- |
| 1987年12月9日  | 伊藤智恵理       | CBS・ソニー                    | LP   | 28AH-2271 | HELLO                                         | オリコン最高位45位                        |
| 1987年12月9日  | 伊藤智恵理       | CBS・ソニー                    | CD   | 32DH-851  | HELLO                                         |                                           |
| 2009年11月10日 | 伊藤智恵理       | ソニーミュージックダイレクト   | CD   | DYCL-191  | HELLO                                         | ボーナス・トラック入。                    |
| 1988年7月1日   | 伊藤智恵理       | CBS・ソニー                    | CD   | 15EH-8013 | CHIERI                                        | ミニ・アルバム                            |
| 1996年5月22日  | THE RHYTHM KINGS | PIONEER LDC                    | CD   | PICL-1126 | DRAGON COCKTAIL                               |                                           |
| 1997年4月23日  | THE RHYTHM KINGS | PIONEER LDC                    | CD   | PICL-1141 | FEVER                                         |                                           |
| 1998年4月1日   | Chieri           | PIONEER LDC                    | CD   | PICL-1169 | SKY SONGS                                     |                                           |
| 2003年12月3日  | 伊藤智恵理       | ソニー・ミュージックダイレクト | CD   | MHCL-333  | アイドル・ミラクルバイブルシリーズ 伊藤智恵理 | オリコン最高位191位                       |
| 2005年11月10日 | 伊藤智恵理       | ソニー・ミュージックダイレクト | CD   | DYCL-191  | HELLO+3                                       | 1stアルバム収録曲+ボーナストラック3曲入り |

## 出演

### テレビドラマ
- 破られた日記（1986年、テレビ東京）
- あぶない刑事 第20話「奪還」（1987年、日本テレビ）- 三村恵理香 役
- キスより簡単（1987年、フジテレビ）
- あなたもスターになりますか（1987年、TBS）
- おヒマなら来てよネ!（1987年、フジテレビ）
- あそびにおいでョ!（1988年、フジテレビ）
- 東京ゲーム（1988年、TBS）
- 織田信長（1989年、TBS）- お市 役（少女期）
- 国際線スチュワーデス3人旅（1989年、テレビ朝日）- 原田めぐみ 役
- ヘイ!あがり一丁（1989年、フジテレビ）
- 記憶の復讐（1991年3月19日、テレビ東京）
- 大江戸捜査網（1991年、テレビ東京）
- 暴れん坊将軍IV（テレビ朝日）
  - 第8話「逃げた花嫁」（1991年）- お染 役
  - 第55話「鳩笛慕情! 姫君の供は将軍さま」（1992年）- 西小路桜子 役
- 名奉行 遠山の金さん 第3シリーズ 第26話「白い肌に謎の刺青」（1991年、テレビ朝日）- お加代 役
- 太平記 （1991年、NHK大河ドラマ）
- ホワイト・クリスマス（1991年、テレビ東京）
- 刑事貴族3 第11話（1992年、日本テレビ）- 島田サチ 役
- また又・三匹が斬る! 第5話「悪の華、散らせて見せます美保の関」（1991年、テレビ朝日）- 彩姫 役
- 新・三匹が斬る! 第9話「逃げた女、産めよふやせ悲しき子宝奉行」（1992年、テレビ朝日）- お松 役
- 八百八町夢日記2 第17話「暗闇」（1992年、NTV）- おえん 役
- 将軍家光忍び旅 第2シリーズ 第1話「暗雲ただよう中山道! 家光を狙う妖しい美女と謎の黒幕!」（1992年、テレビ朝日）- おれん 役
- ニュー三匹が斬る!（1994年、テレビ朝日）
- 土曜ワイド劇場（テレビ朝日）

など

### テレビ番組
- 志村けんのだいじょうぶだぁ（フジテレビ）
- 加トちゃんケンちゃんごきげんテレビ (TBS)
- 世界まるごと2001年 (TBS)
- オールナイトフジ（フジテレビ）- メインMC
- 一枚の写真（フジテレビ）
- ミックスパイください（中部日本放送）
- マツコ会議（2020年3月28日、日本テレビ）

など
- しゃべくり007(2024年5月13日、日本テレビ)

### 映画
- どっちにするの。（1989年、東宝）
- 公園通りの猫たち（1989年、東映）- マユミ 役
- 就職戦線異状なし（1991年、東宝）
- SLIM SIZE ME!!（2005年）

### ラジオ番組
- 伊藤智恵理 チェリーにくちづけ（1988年4月 - 1989年3月、秋田放送・山形放送・茨城放送・福井放送・山口放送・西日本放送・高知放送 各局ネット）
- J-POP SQUARE（エフエム富士）

など

### CM
- ハウス食品 フルーツインゼリー
- 郵政省 郵便貯金ジョイントカード
- フジテレビフラワーセンター ※CMソング「TSUBASA」を歌唱
- 生活協同組合ちばコープ

など

### 書籍
- サンパギータ（1992年、近代映画社）※写真集

### その他
- 月刊ドラゴンマガジン（1988年 - 1989年） - 創刊号より1年間「伊藤智恵理のアニメ大好き」コーナー連載